# 諾拉 (愛達荷州)
諾拉（英語：Nora）是位於美國愛達荷州拉塔縣的一個非建制地區。

## 地理
諾拉的座標為46°45′50″N 116°42′07″W / 46.76389°N 116.70194°W，而該地的平均海拔高度為814米（即2671英尺）。